# Рівнонахилені базиси
Рівнонахилені базиси (взаємно незміщені базиси, англ. mutually unbiased bases) в гільбертовому просторі Cd — ортонормовані базиси {\displaystyle \{|e_{1}\rangle ,\dots ,|e_{d}\rangle \}} і {\displaystyle \{|f_{1}\rangle ,\dots ,|f_{d}\rangle \}} такі, що квадрат модуля скалярного добутку будь-яких базисних станів {\displaystyle |e_{j}\rangle } і {\displaystyle |f_{k}\rangle } дорівнює оберненій розмірності 1/d гільбертового простору:
{\displaystyle |\langle e_{j}|f_{k}\rangle |^{2}={\frac {1}{d}},\quad \forall j,k\in \{1,\dots ,d\}.}
Такі базиси називають рівнонахиленими в такому контексті: якщо система підготовлена в стані, що належить одному з базисів, то ймовірності отримати один із можливих результатів вимірювання відносно іншого базису дорівнюватимуть одна одній.

## Огляд
Поняття про рівнонахилені базиси ввів Швінгер у 1960 році, а вперше їх застосував Іванович у задачі означення квантового стану.
Також рівнонахилені знайшли застосування у дослідженні проблеми розподілу квантового ключа, а конкретніше, безпечного обміну квантовим ключем. Рівнонахилені базиси використовуються в багатьох квантовокриптографічних протоколах, оскільки результат вимірювання є випадковим, коли воно здійснюється у базисі, що є рівнонахиленим по відношенню до базису, в якому був приготовлений квантовий стан. Взагалі кажучи, коли два віддалені абоненти використовують для комунікації два неортогональні квантові стани, то спроби третьої особи перехопити і розрізнити ці стани за допомогою вимірювань впливатимуть на всю систему цілком, тому втручання може бути виявлене. Хоча велика кількість квантовокриптографічних протоколів ґрунтується на використанні кубітів, задіяння станів із більшою розмірністю (наприклад, кутрітів) дозволяє посилити захист проти перехоплення третьою особою секретної інформації. Тому дослідження рівнонахилених базисів у просторах із більшою розмірністю становить сьогодні значний інтерес.
Інші приклади застосування рівнонахилених базисів включають томографію квантового стану, квантові коди для корекції помилок, виявлення квантової заплутаності і так звану «задачу про злого короля» (англ. mean king's problem).

## Існування рівнонахилених базисів
Нехай {\displaystyle {\mathfrak {M}}(d)} — максимальна кількість рівнонахилених базисів у d-вимірному гільбертовому просторі Cd. Наразі невідомо, яку саме максимальну кількість рівнонахилених базисів {\displaystyle {\mathfrak {M}}(d)} можна знайти у Cd для довільного d.
Взагалі кажучи, якщо
{\displaystyle d=p_{1}^{n_{1}}p_{2}^{n_{2}}...p_{k}^{n_{k}}}
є розкладом d на прості множники, де
{\displaystyle p_{1}^{n_{1}}<p_{2}^{n_{2}}<...<p_{k}^{n_{k}},}
то максимальна кількість рівнонахилених базисів, що можна побудувати у даному просторі, задовольняє співвідношення:
{\displaystyle p_{1}^{n_{1}}+1\leq {\mathfrak {M}}(d)\leq d+1.}
Звідси випливає, що якщо розмірність гільбертового простору d є цілою степінню простого числа, то у цьому просторі можна знайти d + 1 рівнонахилених базисів. Це можна зрозуміти з попереднього рівняння, оскільки розкладання d на прості множники в даному випадку:
{\displaystyle d=p_{1}^{n_{1}}.}
Отже,
{\displaystyle {\mathfrak {M}}(d)=d+1.}
Таким чином, максимальна кількість рівнонахилених базисів відома, якщо d є цілою степінню простого числа, але у випадку довільного d питання кількості рівнонахилених базисів залишається відкритим.

## Приклади наборів рівнонахилених базисів

### Приклад для d = 2
Наступні три базиси:
{\displaystyle M_{0}=\left\{|0\rangle ,\;|1\rangle \right\},}
{\displaystyle M_{1}=\left\{{\frac {|0\rangle +|1\rangle }{\sqrt {2}}},\;{\frac {|0\rangle -|1\rangle }{\sqrt {2}}}\right\},}
{\displaystyle M_{2}=\left\{{\frac {|0\rangle +i|1\rangle }{\sqrt {2}}},\;{\frac {|0\rangle -i|1\rangle }{\sqrt {2}}}\right\}}
є найпростішим прикладом рівнонахилених базисів у двовимірному гільбертовому просторі C2. Ці базиси сконструйовані з власних векторів матриць Паулі {\displaystyle \sigma _{x},\sigma _{z}} та їх добутку {\displaystyle \sigma _{x}\sigma _{z}}.

### Приклад для d = 4
Для чотиривимірного простору можна навести наступний приклад набору, що складається з d + 1 = 5 рівнонахилених базисів, де кожний базис позначений як Mj, 0 ≤ j ≤ 4:
{\displaystyle M_{0}=\left\{(1,0,0,0),\;(0,1,0,0),\;(0,0,1,0),\;(0,0,0,1)\right\},}
{\displaystyle M_{1}=\left\{{\frac {1}{2}}(1,1,1,1),\;{\frac {1}{2}}(1,1,-1,-1),\;{\frac {1}{2}}(1,-1,-1,1),\;{\frac {1}{2}}(1,-1,1,-1)\right\},}
{\displaystyle M_{2}=\left\{{\frac {1}{2}}(1,-1,-i,-i),\;{\frac {1}{2}}(1,-1,i,i),\;{\frac {1}{2}}(1,1,i,-i),\;{\frac {1}{2}}(1,1,-i,i)\right\},}
{\displaystyle M_{3}=\left\{{\frac {1}{2}}(1,-i,-i,-1),\;{\frac {1}{2}}(1,-i,i,1),\;{\frac {1}{2}}(1,i,i,-1),\;{\frac {1}{2}}(1,i,-i,1)\right\},}
{\displaystyle M_{4}=\left\{{\frac {1}{2}}(1,-i,-1,-i),\;{\frac {1}{2}}(1,-i,1,i),\;{\frac {1}{2}}(1,i,-1,i),\;{\frac {1}{2}}(1,i,1,-i)\right\}.}

## Знаходження рівнонахилених базисів

### Метод груп Вейля[1]
Нехай {\displaystyle {\hat {X}}} і {\displaystyle {\hat {Z}}} — такі унітарні оператори у гільбертовому просторі Cd, що:
{\displaystyle {\hat {Z}}{\hat {X}}=\omega {\hat {X}}{\hat {Z}}}
для деякого фазового множника {\displaystyle \omega }. Якщо {\displaystyle \omega } — простий корінь з одиниці, наприклад, {\displaystyle \omega \equiv e^{\frac {2\pi i}{d}}}, тоді власні базиси {\displaystyle {\hat {X}}} та {\displaystyle {\hat {Z}}} є рівнонахиленими.
Якщо обрати власний базис {\displaystyle {\hat {Z}}} як канонічний, то ми можемо отримати рівнонахилений до нього базис за допомогою матриці Фур'є. Елементи матриці Фур'є визначаються таким чином:
{\displaystyle F_{ab}=\omega ^{ab},0\leq a,b\leq N-1.}
Інші базиси, що є рівнонахиленими до канонічного та породженого матрицею Фур'є базисів, можна отримати за допомогою груп Вейля. Кількість таких рівнонахилених базисів залежить від розмірності гільбертового простору: якщо d — просте число, то всі d + 1 рівнонахилених базисів можна отримати за допомогою груп Вейля. Якщо d не є простим, то максимальна кількість рівнонахилених базисів, що можна отримати за допомогою цього методу, можливо, дорівнює 3.

### Метод унітарних операторів іскінченних полів[13]
Якщо розмірність гільбертового простору d = p — просте число, то можна побудувати унітарні оператори {\displaystyle {\hat {X}}} і {\displaystyle {\hat {Z}}} таким чином:
{\displaystyle {\hat {X}}=\sum _{k=0}^{d-1}|k+1\rangle \langle k|,}
{\displaystyle {\hat {Z}}=\sum _{k=0}^{d-1}\omega ^{k}|k\rangle \langle k|,}
де {\displaystyle \{|k\rangle \;|\;0\leq j\leq d-1\}} — канонічний базис, а {\displaystyle \omega =e^{\frac {2\pi i}{d}}} — корінь з одиниці.
Тоді власні базиси наступних d + 1 операторів є рівнонахиленими:
{\displaystyle {\hat {X}},{\hat {Z}},{\hat {X}}{\hat {Z}},{\hat {X}}{\hat {Z}}^{2}...{\hat {X}}{\hat {Z}}^{d-1}.}
Якщо {\displaystyle d=p^{r}} є степінню простого числа, то ми можемо використати скінченне поле {\displaystyle \mathbb {F} _{d}} для побудови максимального набору з d + 1 рівнонахилених базисів. Позначимо елементи обчислювального базису простору Cd за допомогою індекса, що приймає значення з скінченного поля:
{\displaystyle \{|a\rangle \;|\;a\in \mathbb {F} _{d}\}}.
Будуємо оператори {\displaystyle {\hat {X_{a}}}} та {\displaystyle {\hat {Z_{b}}}} таким чином:
{\displaystyle {\hat {X_{a}}}=\sum _{c\in \mathbb {F} _{d}}|c+a\rangle \langle c|,}
{\displaystyle {\hat {Z_{b}}}=\sum _{c\in \mathbb {F} _{d}}\chi (bc)|c\rangle \langle c|,}
де:
{\displaystyle \chi (\theta )=\exp \left[{\frac {2\pi i}{p}}\left(\theta +\theta ^{p}+\theta ^{p^{2}}+\cdots +\theta ^{p^{r-1}}\right)\right]}
є адитивним характером поля {\displaystyle \mathbb {F} _{d}}, а операції додавання та добутку кет-векторів та {\displaystyle \chi (\cdot )} збігаються з відповідними операціями у {\displaystyle \mathbb {F} _{d}}.
Далі формуємо d + 1 наборів комутуючих унітарних операторів:
{\displaystyle \{{\hat {Z_{s}}}|s\in \mathbb {F} _{d}\}} і {\displaystyle \{{\hat {X_{s}}}{\hat {Z_{sr}}}|s\in \mathbb {F} _{d}\}} для кожного {\displaystyle r\in \mathbb {F} _{d}.}
Спільні власні базиси операторів з одного набору є рівнонахиленими до власних базисів з будь-якого іншого набору. Таким чином, ми матимемо d + 1 рівнонахилених базисів.

### Метод матриці Адамара[1]
Нехай деякий базис у гільбертовому просторі є канонічним, тоді всі базиси, що є рівнонахиленими до нього, можна представити у вигляді стовпчика певної комплексної матриці Адамара із нормуючим множником. У випадку d = 3 ці матриці матимуть такий вигляд:
{\displaystyle U={\frac {1}{\sqrt {d}}}{\begin{bmatrix}1&1&1\\e^{i\varphi _{10}}&e^{i\varphi _{11}}&e^{i\varphi _{12}}\\e^{i\varphi _{20}}&e^{i\varphi _{21}}&e^{i\varphi _{22}}\end{bmatrix}}.}
Таким чином, задача знаходження набору k+1 рівнонахилених базисів еквівалентна до задачі знаходження k взаємно незміщених комплексним матриць Адамара.
Приклад однопараметричної сім'ї матриць Адамара у 4-вимірному гільбертовому просторі:
{\displaystyle H_{4}(\varphi )={\frac {1}{2}}{\begin{bmatrix}1&1&1&1\\1&e^{i\varphi }&-1&-e^{i\varphi }\\1&-1&1&-1\\1&-e^{i\varphi }&-1&e^{i\varphi }\end{bmatrix}}.}

## Виноски
1. 1 2 3 4 5  Bengtsson I. Three ways to look at mutually unbiased bases // arXiv: quant-ph/0610216. — 2006.
2. ↑  Schwinger J. Unitary operator bases // Proc. Natl. Acad. Sci. USA. — 1960. — Vol. 46. — P. 570–579.
3. ↑  Ivanovic I. D. Geometrical description of quantal state determination // J. Phys. A. — 1981. — Vol. 14. — P. 3241.
4. 1 2  Planat M., Rosu H. C., Perrine S. A Survey of Finite Algebraic Geometrical Structures Underlying Mutually Unbiased Quantum Measurements // Foundations of Physics. — 2006. — Vol. 36, iss. 11. — P. 1662–1680. (arXiv: quant-ph/0409081)
5. ↑  Wootters W. K., Fields B. D. Optimal State-Determination by Mutually Unbiased Measurements // Ann. Phys. — 1989. — Vol. 191. — P. 363–381.
6. ↑  Gottesman D. Class of quantum error-correcting codes saturating the quantum Hamming bound // Phys. Rev. A. — 1996. — Vol. 54. — P. 1862–1868. (arXiv: quant-ph/9604038)
7. ↑  Calderbank A. R., Rains E. M., Shor P. W., Sloane N. J. A. Quantum Error Correction and Orthogonal Geometry // Phys. Rev. Lett. — 1997. — Vol. 78. — P. 405–408. (arXiv: quant-ph/9605005)
8. ↑  Spengler C., Huber M., Brierley S., Adaktylos T., Hiesmayr B. C. Entanglement detection via mutually unbiased bases // Phys. Rev. A. — 2012. — Vol. 86. — P. 022311. (arXiv: 1202.5058)
9. ↑  Vaidman L., Aharonov Y., Albert D. Z. How to ascertain the values of σx, σy, and σz of a spin-1/2 particle // Phys. Rev. Lett. — 1987. — Vol. 58. — P. 1385–1387.
10. ↑  Englert B.-G., Aharonov Y. The mean king's problem: prime degrees of freedom // Phys. Lett. A. — 2001. — Vol. 284. — P. 1–5. (arXiv: quant-ph/0101134)
11. ↑  Durt T., Englert B.-G., Bengtsson I., Życzkowski K. On mutually unbiased bases // Int. J. Quantum Information. — 2010. — Vol. 8. — P. 535–640. (arXiv: 1004.3348)
12. ↑  Klappenecker A, Roetteler M. Constructions of Mutually Unbiased Bases // arXiv: quant-ph/0309120. — 2003.
13. 1 2 3  Bandyopadhyay S., Boykin P. O., Roychowdhury V., Vatan F. A new proof for the existence of mutually unbiased bases // arXiv: quant-ph/0103162. — 2001.